# Umień
Umień (dawniej Umienie) – wieś w Polsce położona w województwie wielkopolskim, w powiecie kolskim, w gminie Olszówka.
W latach 1975–1998 miejscowość administracyjnie należała do województwa konińskiego.

## Informacje ogólne
Wieś położona jest 13 km na południowy wschód od Koła, przy lokalnej drodze do Łęczycy oraz przy tzw. Magistrali Węglowej. Nazwa miejscowości pojawiła się po raz pierwszy w dokumencie Kazimierza Wielkiego z 1364 r. Była własnością szlachecką. W latach pierwszej wojny światowej powstała we wsi komórka SDKPiL.
W Umieniu urodził się Maciej Kułakowski poseł na Sejm oraz działacz komunistyczny Józef Mamoński.
Za wschodzie wsi znajduje się cmentarz parafialny założony na początku XIX w.

## Kościół
Drewniany kościół Świętego Michała Archanioła zbudowany został prawdopodobnie w XVII w. Odnawiany kilkakrotnie, ostatnio w 1958 r. Orientowany, konstrukcji zrębowej, oszalowany, wzmocniony lisicami. Świątynia jednonawowa, z węższym i nieco niższym prezbiterium, zamkniętym wielobocznie, przy nim od północy przylega zakrystia ze składzikiem. Przy nawie od północy – kwadratowa kaplica, a od południa – kruchta. Chór muzyczny wsparty na dwóch słupkach. Dachy dwuspadowe, na zakrystii – jednospadowe. Na nawie wieżyczka na sygnaturkę. Ołtarz główny rokokowy z obrazem Matki Boskiej Częstochowskiej z Dzieciątkiem z połowy XVI wieku, odnowiony w 1958 r. Antepedium z ornamentem rokokowym i herbem Korab. Dwa ołtarze boczne z XVIII wieku. Ołtarz w kaplicy – rokokowy. Prospekt organowy również rokokowy. Do zabytków malarstwa należy zaliczyć obraz Michała Archanioła z XVIII wieku. Parafia Umień administracyjnie należy do dekanatu kłodawskiego (diecezja włocławska).